# エミール・ザウリン＝ゾラニ
エミール・ザウリン＝ゾラニ（Emil Saurin-Sorani）はドイツの写真家、画家、絵画修復師、テノール歌手。グラフィックデザイナーのクルト・ザウリン＝ゾラニ（Kurt Saurin-Sorani, 1909-1977)は実子である。

## 経歴
ゾラニは1870年7月30日にドイツの旧エルバーフェルト（現：ヴッパータール）のダンツィヒ（現：グダニスク）で生まれた。彼は出生名をエミール・グスタフ・リヒャルト・ザウリン（Emil Gustav Richard Saurin）といい、ダンツィヒ芸術アカデミーで絵画を習った後、ドレスデンに移り住み、写真家として活動しながら地元の美術アカデミーで研鑽を積んだ。その後、生計を立てるためにテノール歌手として舞台に立ち、バーゼル市立劇場と5年契約を結んだ。同時に画家のエドゥアルド・リュディズリ（Eduard Rüdisühli）の個人教授を受けた。20世紀に入ると、彼はテノール歌手としてエルバーフェルト市立劇場の舞台に立ったが、しばらくして舞台活動を辞め、市内のケーニヒ通り64番地で写真スタジオを経営するほか、絵画修復師としても活動した。ゾラニは1943年2月22日に同地で没した。
ゾラニの写真作品はノルトライン＝ヴェストファーレン州のブリュッケンホーフ美術館などに収蔵されている。

## 作品

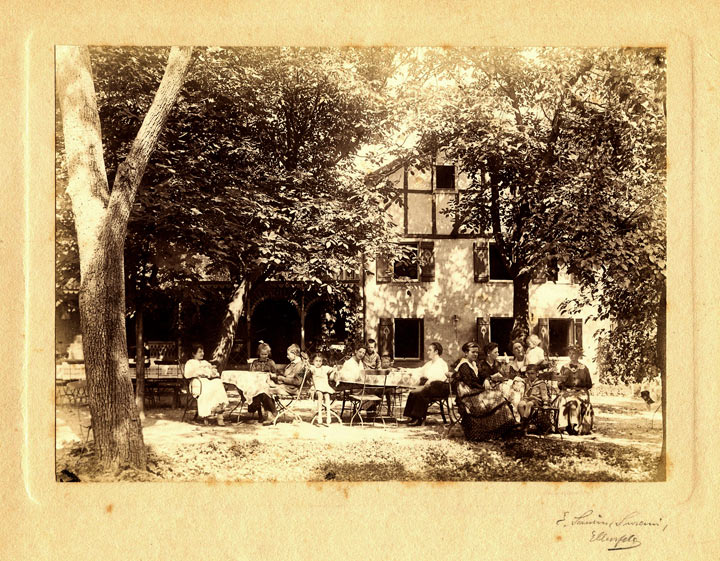
ラムリンクホーフェンのガストハウス[注釈 1] （1909年撮影）
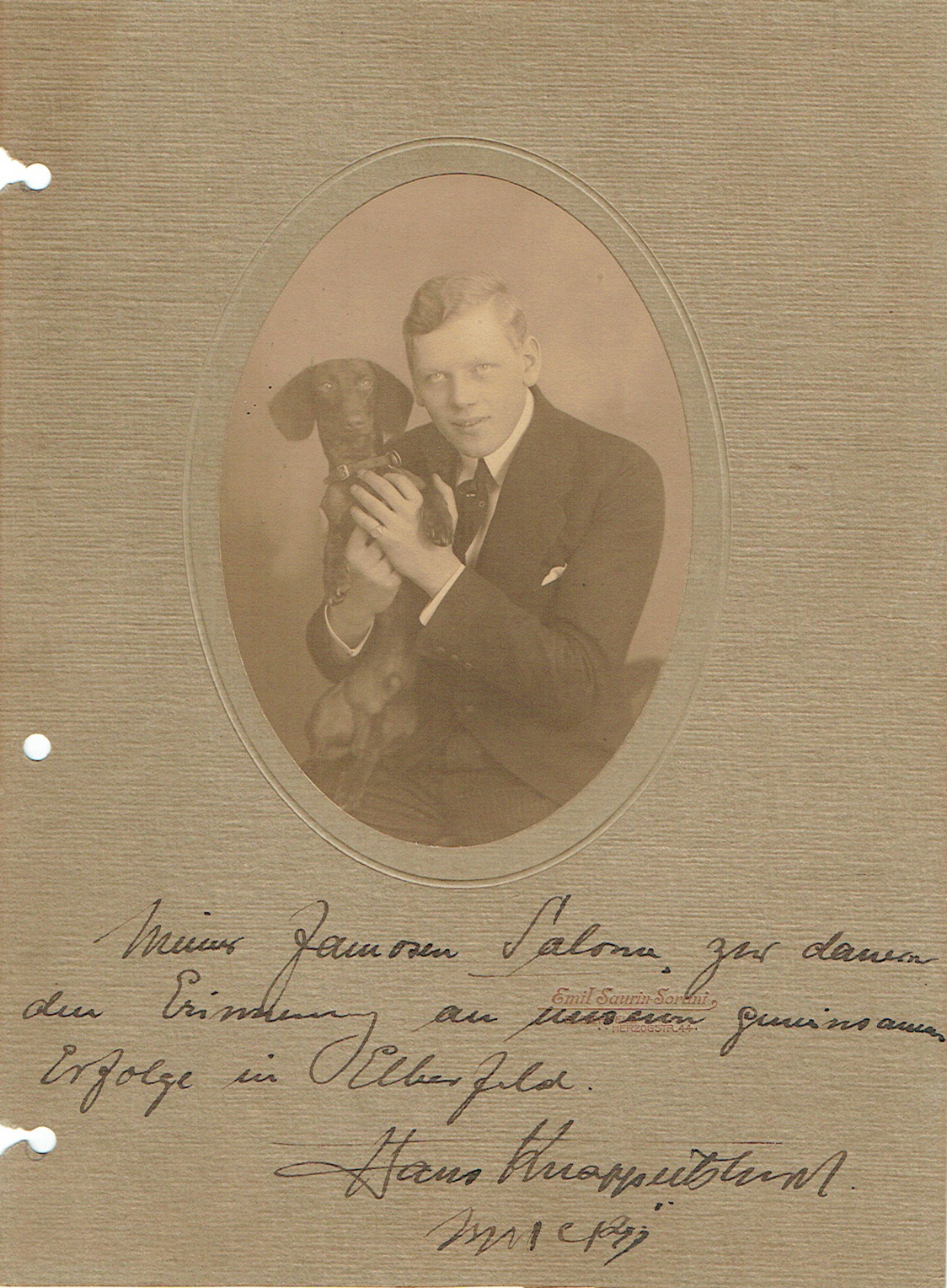
ハンス・クナッパーツブッシュ[注釈 2] （1920年から1930年代）

## 関連文献
- Saurin-Sorani: Oskar Erbslöh mit dem Gordon-Bennett-Preis der Lüfte 1907. In: Bergische Heimat. Band 5, Nummer 10, Verlag Ernst Scholl, Ronsdorf 1931, S. 239.

## 関連人物
- オスカー・エルプスレー